# Tantur (Kopfbedeckung)

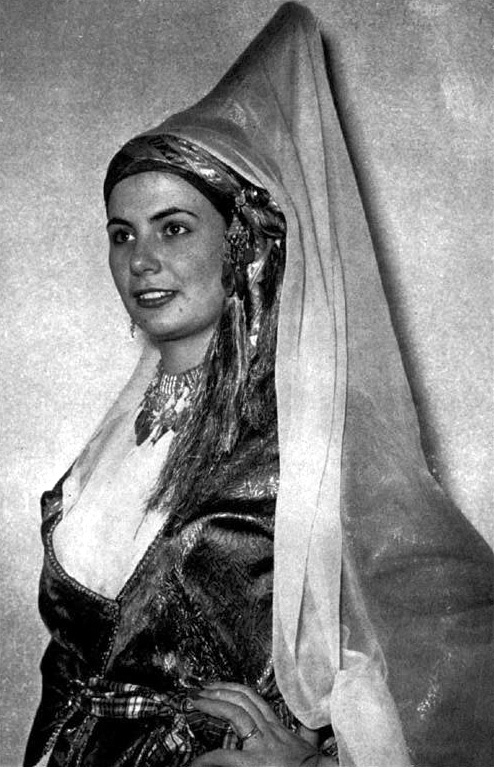
Libanesischer Tantur im Stil des 19. Jahrhunderts, 1955

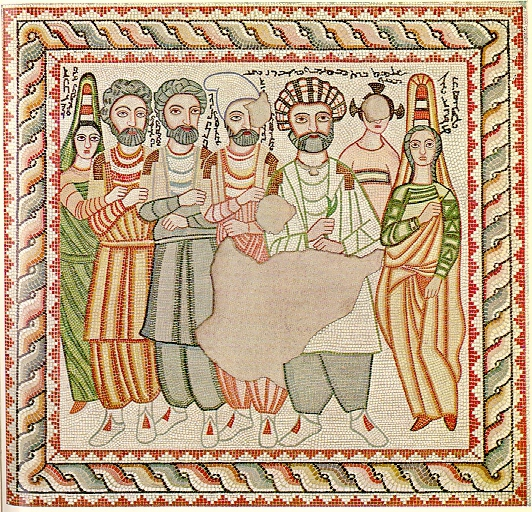
Mosaik 3. Jahrhundert aus Edessa

Ein Tantur oder auch Tantour (Horn) ist eine historische Kopfbedeckung libanesischer und syrischer Frauen. Sie war verbreitet bei den Drusen und Alawiten. Sie stellte zumeist auch ein Statussymbol dar. Gemäß biblischem Kontext wurde das »Horn« von Männern als Ehrenzeichen getragen. Das Tantur wurde aus einem dünnen Kupferblech gefertigt, das je nach Vermögen versilbert wurde.
Abgebildet ist das Tantur bereits auf Mosaiken aus dem 3. Jahrhundert. Der spitze, konisch zulaufende Hut wurde zusammen mit einem Schleier getragen. Im Mittelalter war diese Kopfbedeckung auch in Europa als Hennin verbreitet.